# NGC 1725
NGC 1725 ist eine elliptische Galaxie vom Hubble-Typ E/S0 im Sternbild Eridanus am Südsternhimmel. Sie ist schätzungsweise 169 Millionen Lichtjahre von der Milchstraße entfernt und hat einen Durchmesser von etwa 60.000 Lj.
Im selben Himmelsareal befinden sich u. a. die Galaxien NGC 1721, NGC 1723, NGC 1728.
Die Typ-Iap-Supernova SN 2009F wurde hier beobachtet.
Das Objekt wurde am 10. November 1885 von Edward Emerson Barnard entdeckt.